# 曼宗曲
曼宗曲，是中国长江流域的一条河流，汇入通天河左岸，属于长江源水系。河长72千米，流域面积1637平方千米，年均流量14立方米每秒。自然落差924米。水能理论蕴藏量4万千瓦。